# マルコ・マルコーラ
マルコ・マルコーラ（Marco Marcola、1740年 - 1793年）はロココ時代のイタリアの画家である。

## 略歴
ヴェローナで生まれた。父親のジョヴァンニ・バッティスタ・マルコーラ(Giovanni Battista Marcola)もヴェローナで活動した画家であり、教会の装飾画を描いた人物である。父親の工房で学び、邸宅のフレスコ画を描き、宗教画も描いたが、イタリア人の生活を描いた風俗画で知られている。
マルコーラのスタイルや題材は、10歳ほど年上のヴェネツィアの画家、ジョヴァンニ・ドメニコ・ティエポロ(Giandomenico Tiepolo、ジョヴァンニ・バッティスタ・ティエポロの息子)と共通した点がみられる。
ユダヤ人の風俗を描いた絵画も残し、作品はユダヤ芸術歴史博物館に残されている。
亡くなった時期には諸説あるが、1790年にヴェネツィアで亡くなったとされる。弟子にはヴェローナの画家、Antonio Pacheraがいる。